# 勉県
勉県（べん-けん）は中華人民共和国陝西省漢中市に位置する県。

## 歴史
1986年に沔県より改称。

## 行政区画
- 街道:勉陽街道
- 鎮:武侯鎮、周家山鎮、同溝寺鎮、新街子鎮、老道寺鎮、褒城鎮、金泉鎮、定軍山鎮、温泉鎮、元墩鎮、阜川鎮、新鋪鎮、茶店鎮、鎮川鎮、漆樹壩鎮、張家河鎮、長溝河鎮

## 観光地
- （漢中）武侯祠
- 武侯墓 - 諸葛孔明陣没ののち、遺言によって葬られたという墓。
- 馬超墓・祠
- 定軍山